# 241 Germania
241 Germania este un asteroid din centura principală, descoperit pe 12 septembrie 1884, de Robert Luther.